# Anatoli Lunacharski
Anatoli Vasílievich Lunacharski (en ruso: Анатолий Васильевич Луначарский; en ucraniano: Анатолій Васильович Луначарський) (Poltava, Ucrania, Imperio Ruso; 11 de noviembrejul./ 23 de noviembre de 1875greg.-Menton, Francia; 26 de diciembre de 1933) fue un dramaturgo, crítico literario y político comunista soviético.

## Biografía

### Revolucionario marxista
Lunacharski se convirtió en marxista a la edad de 15 años, y después de estudiar en la Universidad de Zúrich —donde se encontró con Rosa Luxemburgo y Leo Jogiches— se unió al Partido Obrero Social Demócrata de Rusia, en el que era conocido como Vóinov.
Tras la división del partido en 1903 en bolcheviques (liderados por Lenin) y mencheviques (liderados por Yuli Mártov), Lunacharski tomó partido inicialmente por los bolcheviques, hasta 1905. Hacía parte de la redacción del periódico Vperiod (Adelante). Sin embargo, tras la derrota de la Revolución rusa de 1905, los desacuerdos políticos con Lenin lo alejaron de los bolcheviques. Sostuvo por entonces la necesidad de unir el marxismo con la religión mediante la propuesta llamada construcción de Dios. 
En 1907, publicó el folleto Sobre la actitud del Partido ante los sindicatos, con prólogo de Lenin. Tras una larga estancia en Italia (Capri y Bolonia), donde conoció a Aleksandr Bogdánov y Máximo Gorki, fue a París en 1913, donde fundó un Círculo de Literatura Proletaria. 
Sostuvo una posición internacionalista opuesta a la participación en la I Guerra Mundial. En 1915 restableció con Pável Lébedev-Polianski el periódico Vperiod con énfasis en la «cultura proletaria».
Antes de la Revolución rusa fue crítico de arte y periodista, y miembro de los Mezhraiontsy, pequeña tendencia del Partido Obrero Socialdemócrata de Rusia que no se alineaba ni con los bolcheviques ni con los mencheviques, pero se unió de nuevo a los bolcheviques en 1917.

### Comisario del pueblo de Instrucción

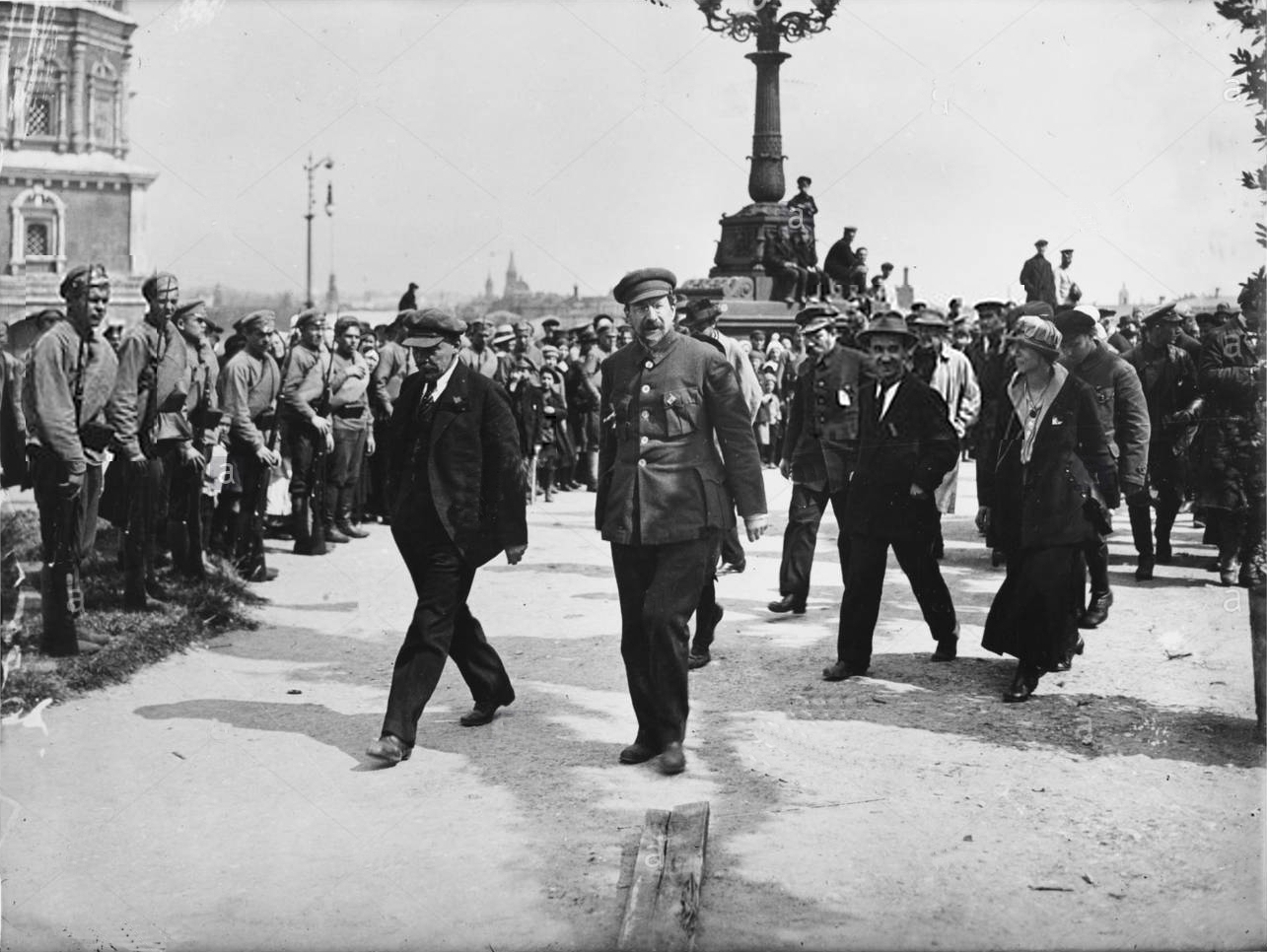
Lunacharski con Lenin en la inauguración del monumento Emancipación del Trabajo, 1 de mayo de 1920.

Después de la Revolución de Octubre, fue nombrado Comisario del pueblo del Comisariado del Pueblo de Educación (Narkomprós), puesto que desempeñó desde 1917 hasta 1929, lo que le dio mucha responsabilidad en temas educativos. Estuvo además al cargo del primer censo estatal. Junto a Aleksandr Bogdánov, Lunacharski fue uno de los fundadores del movimiento artístico proletario, Proletkult. Sus intentos de implantar una nueva escuela reformada, compartidos con su colaboradora y subordinada Nadezhda Krúpskaya —esposa de Lenin—, acabaron por fracasar. Intelectual culto favorable a las reformas, Lunacharski carecía, empero, de talento administrativo.
En el campo del teatro fomentó el Octubre Teatral y a artistas revolucionarios como Vsévolod Meyerhold, al que encomendó la sección de teatro. También protegió a artistas como Konstantín Stanislavski, Aleksandr Taírov y el Teatro del Arte de Moscú, antiguos teatros imperiales como el Teatro Bolshói y el Teatro Mariinski, llevando a cabo una importante labor cultural. Lunacharski supervisó mejoras masivas en el grado de alfabetización de la Unión Soviética siendo considerado una persona bastante indulgente. Salvó muchos edificios históricos que ciertos bolcheviques querían destruir, apelando a su valor arquitectónico.

### Juicio contra Dios
Durante su labor como comisario de instrucción impulsó el célebre juicio contra Dios por sus crímenes contra la humanidad. El juicio se prolongó durante cinco horas y en él se colocó una Biblia en el banquillo de los acusados. Los fiscales presentaron numerosas pruebas de culpabilidad basadas en testimonios históricos y los defensores designados por el Estado soviético aportaron argumentos en favor de la inocencia de Dios. Su baza principal fue la petición de absolución por grave demencia y desarreglos psíquicos. Sin embargo, el tribunal dejó claro desde el principio que no aceptaría una petición de absolución debido a la extrema gravedad de los delitos juzgados. Al final Dios fue declarado culpable. El 17 de enero de 1918, a las 6:30 horas de la mañana, un pelotón de fusilamiento disparó cinco ráfagas de ametralladora contra el cielo de Moscú en un intento de fusilarlo..

### Dimisión
Dimitió junto con Nadezhda Krúpskaya y otro importante miembro del Narkomprós en abril de 1929, probablemente en desacuerdo con la reforma educativa que se estaba implantando. Aunque su dimisión fue rechazada, finalmente se lo reemplazó en septiembre por un ferviente partidario de Stalin, Andréi Búbnov.

### Trabajo como diplomático
En 1930, Lunacharski representó a la Unión Soviética en la Sociedad de Naciones y en 1933 Stalin lo nombró embajador en España. Sin embargo, murió en Menton, Francia, antes de poder tomar posesión de su nuevo cargo. Sus cenizas fueron enterradas en la Necrópolis de la Muralla del Kremlin de Moscú.

## Obras
Escribió algunos dramas históricos: Tomás Campanella (1920), Oliver Cromwell (1920), Don Quijote liberado (1923), Fausto en la ciudad etcétera. También escribió sobre teoría de la literatura en óptica marxista. En español se encuentran Sobre cultura, arte y literatura (La Habana: Arte y Literatura, 1981). Otras obras suyas son Siluetas revolucionarias, Un decenio de cine soviético en textos (1919-1930): el sistema tras la fábula (Campos visuales), Los destinos de la literatura rusa, Sobre educación y Así era Lenin (Moscú: Nóvosti, 1981), entre otras.